# ادموند دانتس

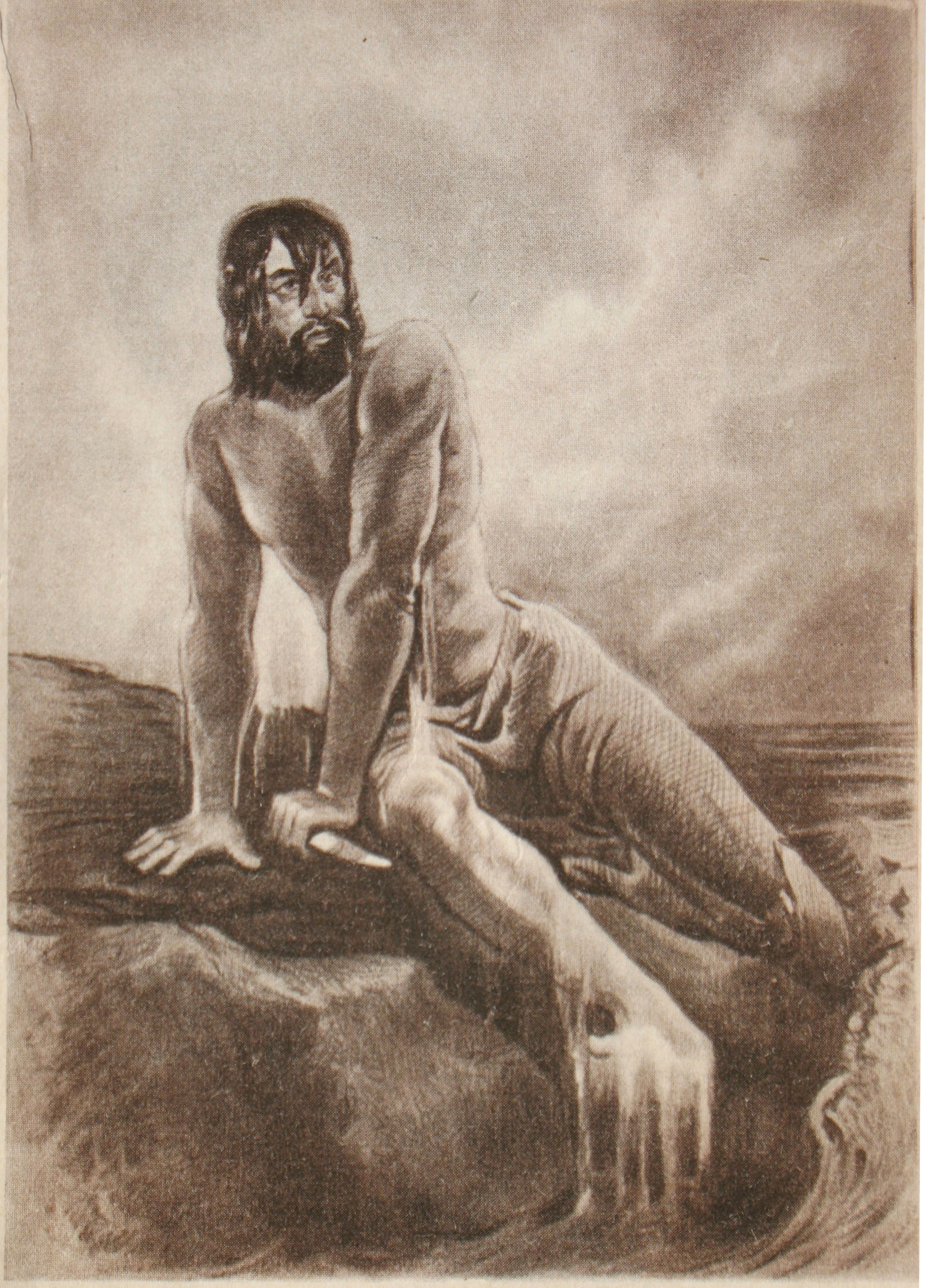
ادمند دانتس جنازه آبه فاریا را از کیسه در می آورد و خودش در آن میخوابد. زندانبانان هم بی خبر از این موضوع، کیسه را به درون دریا می اندازند و اینگونه ادمند از زندان میگریزد.

ادمند دانتس (به انگلیسی: Edmond Dantès) شخصیت محوری رمان کنت مونت-کریستو نوشته الکساندر دوما است. او دریانوردی است که در روز ازدواجش به گناه دروغین پشتیبانی از ناپلئون دستگیر و در سیاهچالی زندانی می‌شود. او پس از ۱۴ سال از راه کانالی که آبه‌فاریا هم‌بندی‌اش کنده بود، از زندان میگریزد و با دستیابی به گنجی که آبه فاریا نقشه اش را به او داده بود، به پاریس بازمی‌گردد و با هدف کین ستاندن از بدسرشت هایی که این سالهای سخت را به او چشانده بودند دست به کارهای هوشمندانه میزند.